# Brommella monticola
Brommella monticola là một loài nhện thuộc chi Brommella trong họ Dictynidae.
B. monticola được Willis J Gertsch và Stanley B. Mulaik miêu tả năm 1936 dưới danh pháp Argenna monticola. Năm 1967, Pekka T. Lehtinen chuyển nó sang chi Brommella.

## Phân bố
Loài này có tại Hoa Kỳ.